# オルティーグ賞

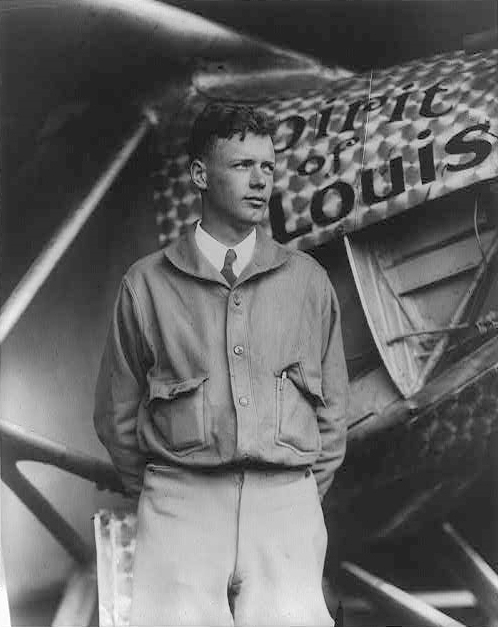
オルティーグ賞を獲得したリンドバーグと乗機

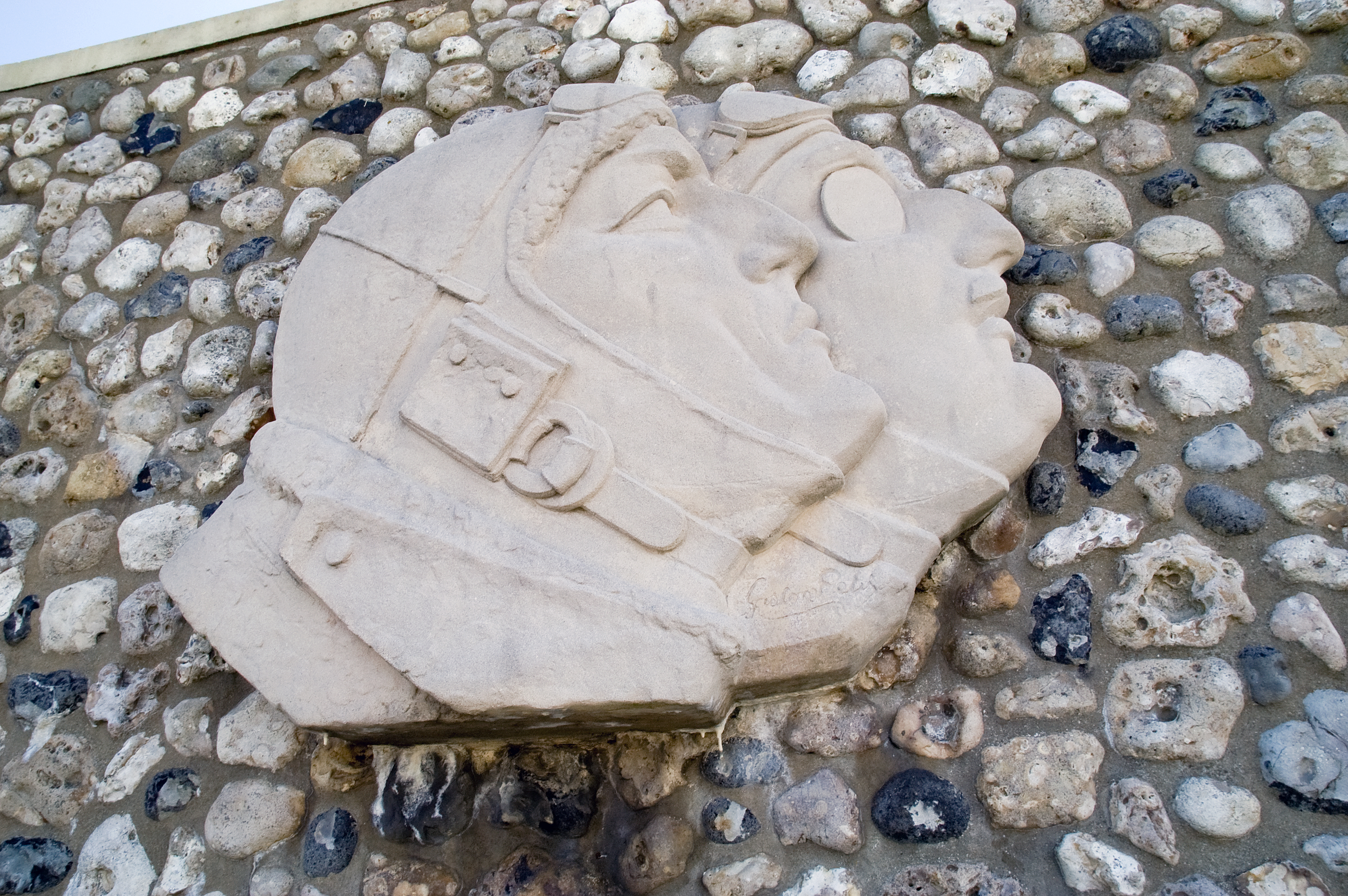
白鳥号で遭難したナンジェッセとコリのレリーフ

オルティーグ賞（オルティーグしょう、Orteig Prize）は、ニューヨーク市からパリまで、またはその逆のコースを無着陸で飛んだ最初の連合国側の飛行士に対して与えられる賞で、ニューヨークのホテル経営者レイモンド・オルティーグによって提供された。賞金は25,000ドルであった。多くの飛行士が挑戦したが、1927年5月、アメリカのチャールズ・リンドバーグがニューヨークからパリまで無着陸横断飛行を達成し、賞を獲得した。

## 概要
レイモンド・オルティーグは初め、この賞を5年の期限を設定して1919年5月19日に提供したが、期限内に挑戦者が現れなかったため、航空技術の進歩により多数の挑戦者が現れる段階に達した1924年、さらに5年の期間を再設定した。
何名かの有名な飛行士が大西洋横断飛行への挑戦に失敗した後、比較的無名だったチャールズ・リンドバーグが「スピリットオブセントルイス」号で1927年にこの賞を獲得した。リンドバーグは賞の必要条件ではなかったにもかかわらず単独飛行を選択し、そのため彼は30時間以上操縦を続けなければならなかった。リンドバーグは同時に、固定翼航空機で大西洋無着陸横断を行った最初のアメリカ人となるとともに、最初の単独横断という栄誉も獲得し、直ちに国民的英雄となった。彼の飛行は「リンドバーグブーム」を呼び起こし、大衆の飛行機旅行への関心が花開くとともに、航空関連株の急騰を招いた。
リンドバーグは、競争者の多くが3発機を選択したのに対し、単発機を用いるというリスクの高い戦略を取った。彼はまた単独で飛ぶことを選んだが、それはチーム間の意見の不一致を避けるためであり、実際に少なくとも1つのグループがそれによって遅延を生じた事実があった。また他機の事故の原因となった重量超過を回避するために、リンドバーグは無線機、六分儀、パラシュート等の必須とはいえない器材を積まなかった（ふくらませて使う筏は搭載した）。彼が成功した最終的な鍵は、晴天が予想されていたが、他の挑戦者が十分だとは思わない程度の天候にあえて飛び立ったその決断であった。リンドバーグは次のように語っている。
「全く危険が無いところで生きてゆくことを望む男がいるだろうか? 私は馬鹿げた偶然に賭けるつもりは無いが、何かに挑戦することなく成し遂げられることがあるとも思わない。」

## 挑戦の系譜

### 1926年
- 9月21日 - フランスのエース、ルネ・フォンクが副操縦士であるアメリカ海軍のローレンス・カーティン大尉とともにニューヨークからパリへの飛行を試みたが、離陸に失敗。10万ドルのシコルスキー S.35を壊しただけでなく、同乗の無線通信士と整備士が死亡した。

- 10月下旬 - リチャード・E・バードが賞への挑戦を表明。

### 1927年
- 2月 - イーゴリ・シコールスキイがフォンクのために新しい飛行機を製作していることが報道される。

- 4月16日 - バードが試験飛行を行った際に、100,000ドルのフォッカー C-2単葉機「アメリカ」号が転覆、バードは手首を負傷、パイロットのフロイド・ベネットは鎖骨と脚を骨折し、また航空機関士のジョージ・O・ノヴィルは凝血の手術を行わなければならなかった。

- 4月25日 - クラレンス・チェンバレンとバート・アコスタが25,000ドルのベランカ WB-2単葉機「コロンビア」号で、ニューヨーク市を周回する51時間11分25秒の滞空世界記録を樹立。飛行距離は4,100マイル（6,560 km）で、ニューヨーク・パリ間の3,600マイル（5,760 km）よりも長かった。

- 4月26日 - アメリカ海軍のパイロット、ノエル・デイヴィス少佐とスタントン・ホール・ウースター大尉が、バージニア州ラングレー飛行場における試験飛行で、キーストン機「アメリカ在郷軍人」号の高度を取ることに失敗し、死亡。2週間後にニューヨーク・パリ間飛行への出発を控えていた。

- 5月初め - チェンバレンのチームとバードのチームがニューヨークの隣接するカーチス飛行場とルーズベルト飛行場で天候待ち。チェンバレンの飛行機の所有者チャールズ・レヴァインは副操縦士ロイド・バータウドと反目、バータウドは裁判所の飛行差し止め命令を受けた。バードのチームは新しい器材と装備の試験を行う。

- 5月8日 - シャルル・ナンジェッセとフランソワ・コリがルバッスール PL-8複葉機「白鳥」号によってパリからニューヨークへの横断飛行に挑戦するが消息を絶つ。海に墜落したか、メイン州で事故にあったと考えられている。

- 5月10日-12日 - チャールズ・リンドバーグが10,000ドルのライアン単葉機「スピリットオブセントルイス」号でサンディエゴのライアン工場からニューヨークのカーチス飛行場まで移動し、北アメリカ大陸横断の速度記録を樹立。

- 5月11日 - バードの資金支援者がナンジェッセとコリの運命が判明するまでバードのグループの飛行を禁止。

- 5月15日 - リンドバーグ、試験飛行を完了。スピリットオブセントルイス号の合計飛行時間はまだ大西洋横断飛行に要すると思われるより少ない27時間25分に過ぎない。

- 5月19日 - バードがより長いルーズベルト飛行場の滑走路の利用をリンドバーグに申し出たため、リンドバーグは翌朝の飛行に備えて飛行機を移動。

- 5月20日 - リンドバーグ出発。リンドバーグはそのとき、地上整備員に飛行機を押すよう要請した。同機は燃料を満載する一方、重量節約のためパラシュート、無線機、六分儀などは積んでいなかった。

- 5月21日 - リンドバーグが「スピリットオブセントルイス」号で最初の単独大西洋横断飛行、かつ飛行船以外での最初の欧米大陸間無着陸飛行を成し遂げ、オルティーグ賞を獲得。飛行時間は33.5時間だった。

- 5月21日 - リンドバーグのパリ着陸とほぼ同時刻に、バードの「アメリカ」号正式命名。

- 6月4日-6日 - リンドバーグに遅れること2週間、チェンバレンが「コロンビア」号でニューヨークからドイツのアイスレーベンまで飛行。副操縦士バータウドは伴わず、代わりに乗客としてレヴァインが乗っていた。飛行距離は3,911マイル（6,258 km）。

- 6月16日 - リンドバーグにオルティーグ賞授与。

- 6月29日-7月1日 - バードと、交替副操縦士バーント・バルチェン、副操縦士アコスタ、機関士ノヴィルがパリまで40時間で飛行。しかしパリ上空が霧に閉ざされていたためノルマンディー沖の大西洋に不時着水。

## 参考書籍
- Lindbergh: Flight's Enigmatic Hero, Von Hardesty, 2002.
- 『翼よあれがパリの灯だ』 - チャールズ・リンドバーグ著、佐藤亮一訳、出版協同社、1955年